# Tessa

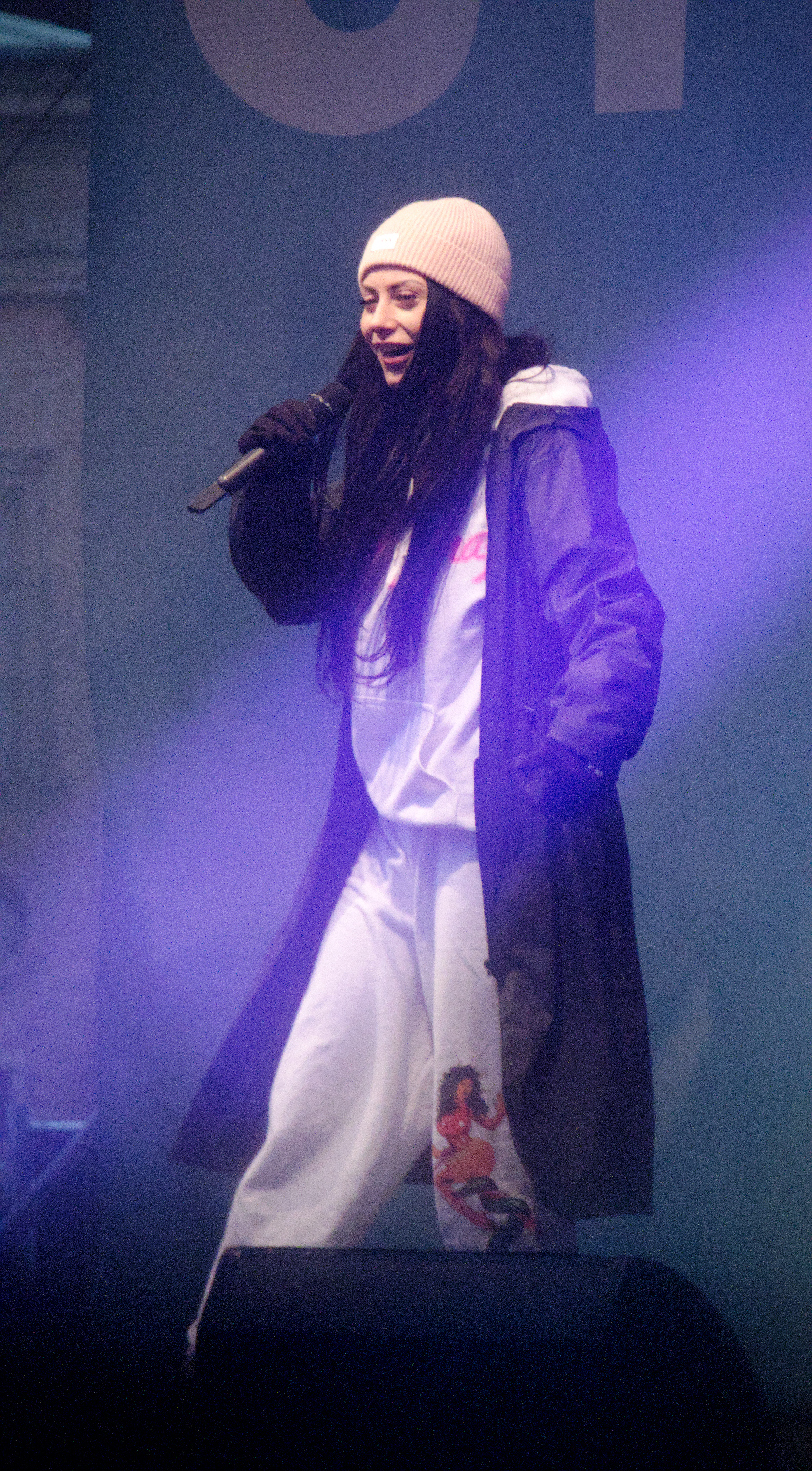
Tessa (Theresa Ann Fallesen), 2023.

Tessa är ett kvinnonamn, en diminutiv form av Terese, med grekiskt ursprung. Tessa är ett internationellt namn, vanligt i Europa men även engelskspråkiga länder. I Sverige är diminutiva formen Tess vanligare. I Sverige har 131 kvinnor namnet, varav 103 har det som tilltalsnamn (2023). Namnet är belagt i svensk litteratur sedan 1730-talet.

## Personer med namnet Tessa
- Tessa (rappare), dansk musiker (1997–)
- Tessa Appeldoorn, nederländsk roddare (1973–)
- Tessa Blanchard, amerikansk fribrottare (1995–)
- Tessa Dullemans, nederländsk roddare (1997–)
- Tessa Hadley, brittisk författare (1956–)
- Tessa Gelisio, italiensk programledare och författare (1977–)
- Tessa Gobbo, amerikansk roddare (1990–)
- Tessa Jowell, brittisk politiker (1947–2018)
- Tessa Parkinson, australiensisk seglare (1986–)
- Tessa Polder, nederländsk volleybollspelare (1997–)
- Tessa Praun, österrikisk kurator och museichef (1977–)
- Tessa Sanderson, brittisk spjutkastare (1956–)
- Tessa Srumf, tysk sprintlöpare (2003–)
- Tessa Thompson, amerikansk skådespelare (1983–)
- Tessa van Schagen, nederländsk sprintlöpare (1994–)
- Tessa Virtue, kanadensisk konståkare (1989–)
- Tessa Worley, fransk alpin skidåkare (1989–)
- Tessa Wullaert, belgisk fotbollsspelare (1993–)